# Heloise (cràter)
Heloise és un cràter d'impacte en el planeta Venus de 38 km de diàmetre. Porta el nom d'Heloïsa (1101-1164), abadessa i escriptora francesa, i el seu nom va ser aprovat per la Unió Astronòmica Internacional el 1994.